# Напалков, Александр Яковлевич
Александр Яковлевич Напалков (1865 — 1923) — российский донской журналист и поэт.

## Биография
Родился в станице Есауловской (относившейся ко второму Донскому округу и старейшей на Дону). Учился в окружной станице Нижне-Чирской, а затем в мужской гимназии в Новочеркасске, которую ещё называют «Платовской». Там же, закончив гимназию, служил делопроизводителем в областном Войсковом (Войска Донского) правлении. Параллельно занимался литературной работой. Свои стихотворения поэт публиковал в газетах «Донская речь», «Приазовский край» (выходила в 1891—1920 годах) и «Таганрогский вестник».
По некоторым данным, в последующие годы работал в ВЧК вместе и приезжал в Ростов-на-Дону для налаживания связей с местными большевиками, а также был родственником знаменитого врача-хирурга, ростовского профессора Н. И. Напалкова.
Скончался в 1923 году. Место, точная дата, обстоятельства и причина смерти неизвестны, как и место захоронения поэта.